# ليوناردو كاليل عبد الله
ليوناردو كاليل عبد الله (10 أبريل 1996 في ريو دي جانيرو في البرازيل – )؛ هو لاعب كرة قدم كان يلعب كمهاجم.

## وصلات خارجية
- ليوناردو كاليل عبد الله على موقع رابطة كرة القدم اليابانية للمحترفين (اليابانية)
- ليوناردو كاليل عبد الله على موقع قاعدة بيانات كرة القدم.إي يو (الإنجليزية)
- ليوناردو كاليل عبد الله على موقع Soccerway.com (الإنجليزية)
- ليوناردو كاليل عبد الله على موقع عالم كرة القدم.نت (الإنجليزية)